# Estela de Serapitis

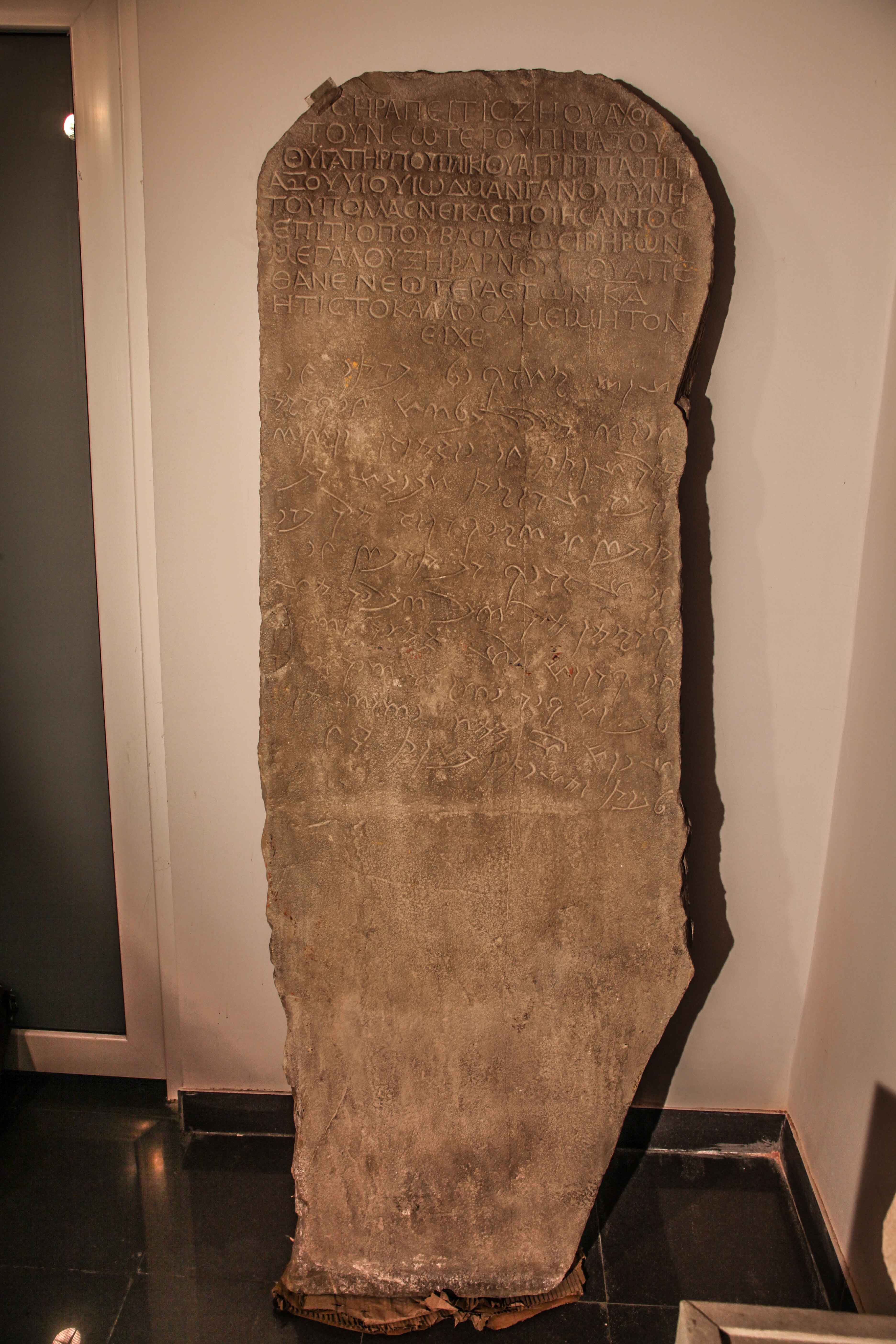
Estela de Serapitis

A estrela de Serapitis (em georgiano: სერაფიტას არმაზის სტელა), também chamada Estela bilíngue (em georgiano: არმაზის ბილინგვა) é uma estela com inscrições bilíngues escrita em aramaico e grego antigo encontrada em 1940, em Armazi, próximo de Misqueta, na antiga capital do Reino da Ibéria. Datada de ca. 150, a estela relembra a princesa ibérica chamada Serapitis, que teria vivido por poucos anos. A inscrição menciona monarcas georgianas, Farnabazo I e Farnabazo II, e outros membros da aristocracia.

## Inscrições

### Grego antigo
| “ | Serapitis, filha de Zeuaques, o Jovem, pitíaxes, esposa de Iodmanganes, filho de Publício Agripa, pitíaxes, que venceu muitas batalhas como epítropo do grande rei dos ibérios, Xefarnugo. Ela [que] morreu, mais jovem que 21 anos, [e] que tinha uma beleza inimitável. | ” |

### Aramaico
| “ | Eu sou Serapite, filha de Zeva, o Jovem, pitíaxes do rei Farasmanes II, esposa de Iodmanganes o vitorioso e vencedor de muitas vitórias, mestre da corte do rei Xefarnugo e o filho de Agripa, mestre da corte do rei Farasmanes, vitorioso sobre os poderosos, que Farnabazo não poderia concluir. Serapite era tão boa e bela que ninguém era igual a sua beleza. E ela morreu aos 21 anos. | ” |